# Amazonides hopkinsae
Amazonides hopkinsae är en fjärilsart som beskrevs av Louis Beethoven Prout. Amazonides hopkinsae ingår i släktet Amazonides och familjen nattflyn. Inga underarter finns listade i Catalogue of Life.